# Thollet

Thollet este o comună în departamentul Vienne, Franța. În 2009 avea o populație de 172 de locuitori.